# Transport du Grand Longwy
Transport du Grand Longwy (abrégé TGL) est le réseau de transports en commun de Longwy et de 15 communes voisines. Depuis son lancement, le réseau est exploité par la Société d'économie mixte des transports urbains du Bassin de Longwy (dite la SEMITUL)

## Autorité organisatrice
Le réseau est organisé et financé par le Syndicat mixte intercommunal des transports de l'agglomération de Longwy (SMITRAL). Le périmètre du SMITRAL couvre 24 communes depuis 2017 :
- Chenières
- Cons-la-Grandville
- Cosnes-et-Romain
- Cutry
- Fillières
- Gorcy
- Haucourt-Moulaine
- Herserange
- Hussigny
- Laix
- Lexy
- Longlaville
- Longwy
- Mexy
- Mont-Saint-Martin
- Morfontaine
- Rehon
- Saulnes
- Thil
- Tiercelet
- Ugny
- Villers-la-Montagne
- Villerupt

La population desservie est de 65 000 habitants.

Logo du SITRAL.
Logo de la SEMITUL, qui exploite le réseau depuis 1984.

## Historique
Le 28 octobre 1901, deux lignes de tramway sont mises en service : l'une reliant Longwy-Haut à Longwy-Bas, l'autre reliant Longwy-Bas à Mont-Saint-Martin.
Le 16 décembre 1935, les Établissements Mousset mettent en service les premières lignes urbaines d'autobus. Le 7 avril 1936, l'exploitation des tramways cesse et la desserte est reprise par des circuits d'autobus assurés par Mousset. Cette même année est créée la Société des transports en commun de la Région Longovicienne , qui exploite une ligne qui relie Longwy-Bas à Villerupt.
En 1980, les Établissements Mousset sont cédés à la CFTA.
Le SITRAL et la SEMITUL sont créés en 1984. 12 communes sont adhérentes au SITRAL. Le nouveau réseau urbain SEMITUL, du nom de la société exploitante, entre en service le 1er octobre 1984, en substitution des anciennes dessertes assurées par des transporteurs privés. À son lancement, le réseau est constitué de 12 bus neufs, et 2 bus hérités de l'ancienne desserte. Les services scolaires sont intégrés au périmètre urbain en 1986, mais leur exploitation demeure confiée à Mousset.
En 1989, l'entreprise Lorraine Tours se trouve en difficulté. Pour maintenir la continuité du service public, la SEMITUL assure la desserte de Gorcy jusqu'en 1995, date à laquelle un nouvel appel d'offres est passé.
Le 1er juin 1992, une ligne transfrontalière (qui recevra le numéro 398) reliant Longwy à Rodange est mise en place par le SITRAL et le RGTR luxembourgeois. L'exploitation de la ligne est partagée entre la SEMITUL et un opérateur luxembourgeois.
En 1998, les Établissements Mousset qui assurent toujours l'exploitation des services scolaires pour le compte de la SEMITUL sont absorbés par Transdev Lorraine.
En 1999, le réseau est restructuré. En 2002, une deuxième ligne transfrontalière est créée, la n°399.
En 2010, le réseau prend l'appellation commerciale actuelle, Transport du Grand Longwy.
En 2017, la création de la communauté d'agglomération de Longwy nécessite de remplacer le SITRAL par le SMITRAL avec un périmètre étendu à 24 communes afin de maintenir la desserte aux communes de Villerupt et Thil qui n'en sont pas adhérentes car la compétence transport, optionnelle pour une communauté de communes, aurait été transférée à la nouvelle communauté d'agglomération qui doit l'exercer sauf à la déléguer à un syndicat mixte. En novembre 2017, la ligne B est ainsi prolongée à Cosnes-et-Romain et Lexy.
En parallèle, l'ultime étape de la restructuration des lignes du RGTR a lieu le 17 juillet 2022 : les lignes 398 et 399 desservant Longwy sont ainsi renumérotées respectivement 732 et 731.

## Réseau

### Réseau actuel

#### Lignes urbaines
| Ligne | Caractéristiques | Caractéristiques                                                       | Caractéristiques                                                       | Caractéristiques                                                       | Caractéristiques                                                       | Caractéristiques                                                       | Caractéristiques                                                       | Caractéristiques                                                       | Caractéristiques                                                       |
| A     | Cutry - Le Fail ⥋ Mont-Saint-Martin - Pôle Europe | Cutry - Le Fail ⥋ Mont-Saint-Martin - Pôle Europe                      | Cutry - Le Fail ⥋ Mont-Saint-Martin - Pôle Europe                      | Cutry - Le Fail ⥋ Mont-Saint-Martin - Pôle Europe                      | Cutry - Le Fail ⥋ Mont-Saint-Martin - Pôle Europe                      | Cutry - Le Fail ⥋ Mont-Saint-Martin - Pôle Europe                      | Cutry - Le Fail ⥋ Mont-Saint-Martin - Pôle Europe                      | Cutry - Le Fail ⥋ Mont-Saint-Martin - Pôle Europe                      | Cutry - Le Fail ⥋ Mont-Saint-Martin - Pôle Europe                      |
| ----- | --- | ---------------------------------------------------------------------- | ---------------------------------------------------------------------- | ---------------------------------------------------------------------- | ---------------------------------------------------------------------- | ---------------------------------------------------------------------- | ---------------------------------------------------------------------- | ---------------------------------------------------------------------- | ---------------------------------------------------------------------- |
| A     | Ouverture / Fermeture 1999 / — | Longueur —                                                             | Durée 35 min                                                           | Nb. d’arrêts 28                                                        | Matériel Standards                                                     | Jours de fonctionnement L, Ma, Me, J, V, S                             | Jour / Soir / Nuit / Fêtes O / N / N / N                               | Voy. / an —                                                            | Exploitant SEMITUL                                                     |
| A     | Desserte : Cutry • Heumont • Rehon • Longwy-Bas Espace Bus • Gare SNCF • Gouraincourt • Mont-Saint-Martin Hôpital • Pôle Europe                                                           |                                                                        |                                                                        |                                                                        |                                                                        |                                                                        |                                                                        |                                                                        |                                                                        |
| A     | Autre : |                                                                        |                                                                        |                                                                        |                                                                        |                                                                        |                                                                        |                                                                        |                                                                        |
| A     | Dernière actualisation : — |                                                                        |                                                                        |                                                                        |                                                                        |                                                                        |                                                                        |                                                                        |                                                                        |
| B     | Longwy-Bas - Espace bus ⥋ IUT - Plaine des jeux | Longwy-Bas - Espace bus ⥋ IUT - Plaine des jeux                        | Longwy-Bas - Espace bus ⥋ IUT - Plaine des jeux                        | Longwy-Bas - Espace bus ⥋ IUT - Plaine des jeux                        | Longwy-Bas - Espace bus ⥋ IUT - Plaine des jeux                        | Longwy-Bas - Espace bus ⥋ IUT - Plaine des jeux                        | Longwy-Bas - Espace bus ⥋ IUT - Plaine des jeux                        | Longwy-Bas - Espace bus ⥋ IUT - Plaine des jeux                        | Longwy-Bas - Espace bus ⥋ IUT - Plaine des jeux                        |
| B     | Ouverture / Fermeture 1999 / — | Longueur —                                                             | Durée 30 min                                                           | Nb. d’arrêts 33                                                        | Matériel Standards                                                     | Jours de fonctionnement L, Ma, Me, J, V, S                             | Jour / Soir / Nuit / Fêtes O / N / N / N                               | Voy. / an —                                                            | Exploitant SEMITUL                                                     |
| B     | Desserte : Longwy-Bas Espace Bus • Gare SNCF • Saint-Charles • Villers-la-Montagne • Haucourt-Moulaine • Mexy • Longwy-Haut Lycée Mézières • IUT Plaine des Jeux                          |                                                                        |                                                                        |                                                                        |                                                                        |                                                                        |                                                                        |                                                                        |                                                                        |
| B     | Autre : |                                                                        |                                                                        |                                                                        |                                                                        |                                                                        |                                                                        |                                                                        |                                                                        |
| B     | Dernière actualisation : — |                                                                        |                                                                        |                                                                        |                                                                        |                                                                        |                                                                        |                                                                        |                                                                        |
| C     | Cantebonne - Bertin ⥋ Longwy-Haut - Europe | Cantebonne - Bertin ⥋ Longwy-Haut - Europe                             | Cantebonne - Bertin ⥋ Longwy-Haut - Europe                             | Cantebonne - Bertin ⥋ Longwy-Haut - Europe                             | Cantebonne - Bertin ⥋ Longwy-Haut - Europe                             | Cantebonne - Bertin ⥋ Longwy-Haut - Europe                             | Cantebonne - Bertin ⥋ Longwy-Haut - Europe                             | Cantebonne - Bertin ⥋ Longwy-Haut - Europe                             | Cantebonne - Bertin ⥋ Longwy-Haut - Europe                             |
| C     | Ouverture / Fermeture 1999 / — | Longueur —                                                             | Durée 60 min                                                           | Nb. d’arrêts 53                                                        | Matériel Standards                                                     | Jours de fonctionnement L, Ma, Me, J, V, S                             | Jour / Soir / Nuit / Fêtes O / N / N / N                               | Voy. / an —                                                            | Exploitant SEMITUL                                                     |
| C     | Desserte : Villerupt Cantebonne • Collège Monod • Thil • Tiercelet • Hussigny-Godbrange • Saulnes • Herserange • Longwy-Bas Espace Bus • Gare SNCF • Longwy-Haut Le Pulventeux • Boismont |                                                                        |                                                                        |                                                                        |                                                                        |                                                                        |                                                                        |                                                                        |                                                                        |
| C     | Autre : |                                                                        |                                                                        |                                                                        |                                                                        |                                                                        |                                                                        |                                                                        |                                                                        |
| C     | Dernière actualisation : — |                                                                        |                                                                        |                                                                        |                                                                        |                                                                        |                                                                        |                                                                        |                                                                        |
| D     | Longwy-Bas - Espace bus ⥋ Longwy-Haut - Place Darche Mercy | Longwy-Bas - Espace bus ⥋ Longwy-Haut - Place Darche Mercy             | Longwy-Bas - Espace bus ⥋ Longwy-Haut - Place Darche Mercy             | Longwy-Bas - Espace bus ⥋ Longwy-Haut - Place Darche Mercy             | Longwy-Bas - Espace bus ⥋ Longwy-Haut - Place Darche Mercy             | Longwy-Bas - Espace bus ⥋ Longwy-Haut - Place Darche Mercy             | Longwy-Bas - Espace bus ⥋ Longwy-Haut - Place Darche Mercy             | Longwy-Bas - Espace bus ⥋ Longwy-Haut - Place Darche Mercy             | Longwy-Bas - Espace bus ⥋ Longwy-Haut - Place Darche Mercy             |
| D     | Ouverture / Fermeture 2005 / — | Longueur —                                                             | Durée 40 min                                                           | Nb. d’arrêts 29                                                        | Matériel Standards                                                     | Jours de fonctionnement L, Ma, Me, J, V, S                             | Jour / Soir / Nuit / Fêtes O / N / N / N                               | Voy. / an —                                                            | Exploitant SEMITUL                                                     |
| D     | Desserte : Longwy-Bas Espace Bus • Gare SNCF • Longlaville • Mont-Saint-Martin Pôle Europe • Longwy-Haut Lycée Mézières                                                                   |                                                                        |                                                                        |                                                                        |                                                                        |                                                                        |                                                                        |                                                                        |                                                                        |
| D     | Autre : |                                                                        |                                                                        |                                                                        |                                                                        |                                                                        |                                                                        |                                                                        |                                                                        |
| D     | Dernière actualisation : — |                                                                        |                                                                        |                                                                        |                                                                        |                                                                        |                                                                        |                                                                        |                                                                        |
| E     | Longwy-Bas - Pôle d'échanges multimodal ⥋ Longwy-Haut - Pôle Aquatique | Longwy-Bas - Pôle d'échanges multimodal ⥋ Longwy-Haut - Pôle Aquatique | Longwy-Bas - Pôle d'échanges multimodal ⥋ Longwy-Haut - Pôle Aquatique | Longwy-Bas - Pôle d'échanges multimodal ⥋ Longwy-Haut - Pôle Aquatique | Longwy-Bas - Pôle d'échanges multimodal ⥋ Longwy-Haut - Pôle Aquatique | Longwy-Bas - Pôle d'échanges multimodal ⥋ Longwy-Haut - Pôle Aquatique | Longwy-Bas - Pôle d'échanges multimodal ⥋ Longwy-Haut - Pôle Aquatique | Longwy-Bas - Pôle d'échanges multimodal ⥋ Longwy-Haut - Pôle Aquatique | Longwy-Bas - Pôle d'échanges multimodal ⥋ Longwy-Haut - Pôle Aquatique |
| E     | Ouverture / Fermeture 3 janvier 2022 / — | Longueur —                                                             | Durée 40 min                                                           | Nb. d’arrêts 37                                                        | Matériel Standards                                                     | Jours de fonctionnement L, Ma, Me, J, V, S                             | Jour / Soir / Nuit / Fêtes O / N / N / N                               | Voy. / an —                                                            | Exploitant SEMITUL                                                     |
| E     | Desserte : Longwy-Bas Espace Bus • Gare SNCF • Lexy • Cosnes-et-Romain |                                                                        |                                                                        |                                                                        |                                                                        |                                                                        |                                                                        |                                                                        |                                                                        |
| E     | Autre : |                                                                        |                                                                        |                                                                        |                                                                        |                                                                        |                                                                        |                                                                        |                                                                        |
| E     | Dernière actualisation : — |                                                                        |                                                                        |                                                                        |                                                                        |                                                                        |                                                                        |                                                                        |                                                                        |
| SN    | Super Navette | Super Navette                                                          | Super Navette                                                          | Super Navette                                                          | Super Navette                                                          | Super Navette                                                          | Super Navette                                                          | Super Navette                                                          | Super Navette                                                          |
| SN    | (Circulaire) Mont-Saint-Martin - Pôle Europe ⥋ va Herserange, Longwy et Mont-Saint-Martin                                                                                                 |                                                                        |                                                                        |                                                                        |                                                                        |                                                                        |                                                                        |                                                                        |                                                                        |
| SN    | Ouverture / Fermeture 2010 / — | Longueur —                                                             | Durée 20 min                                                           | Nb. d’arrêts 14                                                        | Matériel Standards                                                     | Jours de fonctionnement L, Ma, Me, J, V, S, D                          | Jour / Soir / Nuit / Fêtes O / N / N / O                               | Voy. / an —                                                            | Exploitant SEMITUL                                                     |
| SN    | Desserte : Mont-Saint-Martin Pôle Europe • Hôpital • Herserange • Longwy-Bas Espace Bus • Gare SNCF • Longwy-Haut • Mont-Saint-Martin Hôpital • Pôle Europe                               |                                                                        |                                                                        |                                                                        |                                                                        |                                                                        |                                                                        |                                                                        |                                                                        |
| SN    | Autre : |                                                                        |                                                                        |                                                                        |                                                                        |                                                                        |                                                                        |                                                                        |                                                                        |
| SN    | Dernière actualisation : — |                                                                        |                                                                        |                                                                        |                                                                        |                                                                        |                                                                        |                                                                        |                                                                        |

#### Lignes transfrontalières
Les lignes 731 et 732 reliant respectivement Saulnes et Mont-Saint-Martin à Rodange font partie du Régime général des transports routiers (RGTR), le réseau de bus national du Luxembourg. Ce dernier procède à la renumérotation de ses lignes le 17 juillet 2022 ainsi qu'à l'application des nouveaux contrats d'exploitation, la SEMITUL perdant ses services sur ces lignes.

#### TAD (Transport à la demande)
| Ligne | Caractéristiques                                                          | Caractéristiques                                    | Caractéristiques                                    | Caractéristiques                                    | Caractéristiques                                    | Caractéristiques                                    | Caractéristiques                                    | Caractéristiques                                    | Caractéristiques                                    |
| TAD1  | Morfontaine Cités - Ecole ⥋ Longwy-Bas - Espace Bus                       | Morfontaine Cités - Ecole ⥋ Longwy-Bas - Espace Bus | Morfontaine Cités - Ecole ⥋ Longwy-Bas - Espace Bus | Morfontaine Cités - Ecole ⥋ Longwy-Bas - Espace Bus | Morfontaine Cités - Ecole ⥋ Longwy-Bas - Espace Bus | Morfontaine Cités - Ecole ⥋ Longwy-Bas - Espace Bus | Morfontaine Cités - Ecole ⥋ Longwy-Bas - Espace Bus | Morfontaine Cités - Ecole ⥋ Longwy-Bas - Espace Bus | Morfontaine Cités - Ecole ⥋ Longwy-Bas - Espace Bus |
| ----- | ------------------------------------------------------------------------- | --------------------------------------------------- | --------------------------------------------------- | --------------------------------------------------- | --------------------------------------------------- | --------------------------------------------------- | --------------------------------------------------- | --------------------------------------------------- | --------------------------------------------------- |
| TAD1  | Ouverture / Fermeture — / —                                               | Longueur —                                          | Durée 25 min                                        | Nb. d’arrêts 11                                     | Matériel Minibus                                    | Jours de fonctionnement L, Ma, Me, J, V, S          | Jour / Soir / Nuit / Fêtes O / N / N / N            | Voy. / an —                                         | Exploitant SEMITUL                                  |
| TAD1  | Desserte : Morfontaine • Villers-la-Montagne • Haucourt-Moulaine • Longwy |                                                     |                                                     |                                                     |                                                     |                                                     |                                                     |                                                     |                                                     |
| TAD1  | Autre :                                                                   |                                                     |                                                     |                                                     |                                                     |                                                     |                                                     |                                                     |                                                     |
| TAD1  | Dernière actualisation : —                                                |                                                     |                                                     |                                                     |                                                     |                                                     |                                                     |                                                     |                                                     |
| TAD2  | Ville-Houdlémont - Centre ⥋ Longwy-Bas - Espace Bus                       | Ville-Houdlémont - Centre ⥋ Longwy-Bas - Espace Bus | Ville-Houdlémont - Centre ⥋ Longwy-Bas - Espace Bus | Ville-Houdlémont - Centre ⥋ Longwy-Bas - Espace Bus | Ville-Houdlémont - Centre ⥋ Longwy-Bas - Espace Bus | Ville-Houdlémont - Centre ⥋ Longwy-Bas - Espace Bus | Ville-Houdlémont - Centre ⥋ Longwy-Bas - Espace Bus | Ville-Houdlémont - Centre ⥋ Longwy-Bas - Espace Bus | Ville-Houdlémont - Centre ⥋ Longwy-Bas - Espace Bus |
| TAD2  | Ouverture / Fermeture — / —                                               | Longueur —                                          | Durée 45 min                                        | Nb. d’arrêts 10                                     | Matériel Minibus                                    | Jours de fonctionnement L, Ma, Me, J, V, S          | Jour / Soir / Nuit / Fêtes O / N / N / N            | Voy. / an —                                         | Exploitant SEMITUL                                  |
| TAD2  | Desserte : Ville-Houdlémont • Gorcy • Lexy • Cutry • Longwy               |                                                     |                                                     |                                                     |                                                     |                                                     |                                                     |                                                     |                                                     |
| TAD2  | Autre :                                                                   |                                                     |                                                     |                                                     |                                                     |                                                     |                                                     |                                                     |                                                     |
| TAD2  | Dernière actualisation : —                                                |                                                     |                                                     |                                                     |                                                     |                                                     |                                                     |                                                     |                                                     |

### Anciennes lignes

#### Anciennes lignes (après 1999)
| Ligne | Caractéristiques | Caractéristiques                         | Caractéristiques                         | Caractéristiques                         | Caractéristiques                         | Caractéristiques                              | Caractéristiques                         | Caractéristiques                         | Caractéristiques                         |
| CD    | Cantebonne ⥋ Mont-Saint-Martin | Cantebonne ⥋ Mont-Saint-Martin           | Cantebonne ⥋ Mont-Saint-Martin           | Cantebonne ⥋ Mont-Saint-Martin           | Cantebonne ⥋ Mont-Saint-Martin           | Cantebonne ⥋ Mont-Saint-Martin                | Cantebonne ⥋ Mont-Saint-Martin           | Cantebonne ⥋ Mont-Saint-Martin           | Cantebonne ⥋ Mont-Saint-Martin           |
| ----- | --- | ---------------------------------------- | ---------------------------------------- | ---------------------------------------- | ---------------------------------------- | --------------------------------------------- | ---------------------------------------- | ---------------------------------------- | ---------------------------------------- |
| CD    | Ouverture / Fermeture 1999 / 2005 | Longueur —                               | Durée —                                  | Nb. d’arrêts —                           | Matériel Midibus                         | Jours de fonctionnement L, Ma, Me, J, V, S    | Jour / Soir / Nuit / Fêtes O / N / N / N | Voy. / an —                              | Exploitant SEMITUL                       |
| CD    | Desserte : Villerupt Cantebonne • Collège Monod • Thil • Tiercelet • Hussigny-Godbrange • Saulnes • Herserange • Longwy-Bas Espace Bus • Gare SNCF • Mont-Saint-Martin |                                          |                                          |                                          |                                          |                                               |                                          |                                          |                                          |
| CD    | Autre : |                                          |                                          |                                          |                                          |                                               |                                          |                                          |                                          |
| CD    | Dernière actualisation : — |                                          |                                          |                                          |                                          |                                               |                                          |                                          |                                          |
| EF    | Villers-la-Montagne ⥋ IUT Plaine de Jeux | Villers-la-Montagne ⥋ IUT Plaine de Jeux | Villers-la-Montagne ⥋ IUT Plaine de Jeux | Villers-la-Montagne ⥋ IUT Plaine de Jeux | Villers-la-Montagne ⥋ IUT Plaine de Jeux | Villers-la-Montagne ⥋ IUT Plaine de Jeux      | Villers-la-Montagne ⥋ IUT Plaine de Jeux | Villers-la-Montagne ⥋ IUT Plaine de Jeux | Villers-la-Montagne ⥋ IUT Plaine de Jeux |
| EF    | Ouverture / Fermeture 1999 / 2005 | Longueur —                               | Durée —                                  | Nb. d’arrêts —                           | Matériel Midibus                         | Jours de fonctionnement L, Ma, Me, J, V, S, D | Jour / Soir / Nuit / Fêtes O / N / N / O | Voy. / an —                              | Exploitant SEMITUL                       |
| EF    | Desserte : Villers-la-Montagne • Haucourt-Moulaine • Mexy • Longwy-Haut Lycée Mézières • IUT Plaine des Jeux                                                           |                                          |                                          |                                          |                                          |                                               |                                          |                                          |                                          |
| EF    | Autre : |                                          |                                          |                                          |                                          |                                               |                                          |                                          |                                          |
| EF    | Dernière actualisation : — |                                          |                                          |                                          |                                          |                                               |                                          |                                          |                                          |

#### Ancien réseau (1984-1999)
| Ligne | Caractéristiques | Caractéristiques                  | Caractéristiques                  | Caractéristiques                  | Caractéristiques                  | Caractéristiques                           | Caractéristiques                         | Caractéristiques                  | Caractéristiques                  |
| 1     | Saint-Charles ⥋ Mont-Saint-Martin | Saint-Charles ⥋ Mont-Saint-Martin | Saint-Charles ⥋ Mont-Saint-Martin | Saint-Charles ⥋ Mont-Saint-Martin | Saint-Charles ⥋ Mont-Saint-Martin | Saint-Charles ⥋ Mont-Saint-Martin          | Saint-Charles ⥋ Mont-Saint-Martin        | Saint-Charles ⥋ Mont-Saint-Martin | Saint-Charles ⥋ Mont-Saint-Martin |
| ----- | --- | --------------------------------- | --------------------------------- | --------------------------------- | --------------------------------- | ------------------------------------------ | ---------------------------------------- | --------------------------------- | --------------------------------- |
| 1     | Ouverture / Fermeture 1984 / 1999 | Longueur —                        | Durée —                           | Nb. d’arrêts —                    | Matériel —                        | Jours de fonctionnement L, Ma, Me, J, V, S | Jour / Soir / Nuit / Fêtes O / N / N / N | Voy. / an —                       | Exploitant SEMITUL                |
| 1     | Desserte : Mexy • Herserange • Longwy-Bas Espace Bus • Gare SNCF • Longwy-Haut • Mont-Saint-Martin Hôpital • Pôle Europe                               |                                   |                                   |                                   |                                   |                                            |                                          |                                   |                                   |
| 1     | Autre : |                                   |                                   |                                   |                                   |                                            |                                          |                                   |                                   |
| 1     | Dernière actualisation : — |                                   |                                   |                                   |                                   |                                            |                                          |                                   |                                   |
| 2     | Cantebonne ⥋ Mont-Saint-Martin | Cantebonne ⥋ Mont-Saint-Martin    | Cantebonne ⥋ Mont-Saint-Martin    | Cantebonne ⥋ Mont-Saint-Martin    | Cantebonne ⥋ Mont-Saint-Martin    | Cantebonne ⥋ Mont-Saint-Martin             | Cantebonne ⥋ Mont-Saint-Martin           | Cantebonne ⥋ Mont-Saint-Martin    | Cantebonne ⥋ Mont-Saint-Martin    |
| 2     | Ouverture / Fermeture 1984 / 1999 | Longueur —                        | Durée —                           | Nb. d’arrêts —                    | Matériel —                        | Jours de fonctionnement L, Ma, Me, J, V, S | Jour / Soir / Nuit / Fêtes O / N / N / N | Voy. / an —                       | Exploitant SEMITUL                |
| 2     | Desserte : Villerupt Cantebonne • Thil • Tiercelet • Hussigny-Godbrange • Saulnes • Herserange • Longwy-Bas Espace Bus • Gare SNCF • Mont-Saint-Martin |                                   |                                   |                                   |                                   |                                            |                                          |                                   |                                   |
| 2     | Autre : |                                   |                                   |                                   |                                   |                                            |                                          |                                   |                                   |
| 2     | Dernière actualisation : — |                                   |                                   |                                   |                                   |                                            |                                          |                                   |                                   |
| 3     | Mont-Saint-Martin ⥋ Heumont | Mont-Saint-Martin ⥋ Heumont       | Mont-Saint-Martin ⥋ Heumont       | Mont-Saint-Martin ⥋ Heumont       | Mont-Saint-Martin ⥋ Heumont       | Mont-Saint-Martin ⥋ Heumont                | Mont-Saint-Martin ⥋ Heumont              | Mont-Saint-Martin ⥋ Heumont       | Mont-Saint-Martin ⥋ Heumont       |
| 3     | Ouverture / Fermeture 1984 / 1999 | Longueur —                        | Durée —                           | Nb. d’arrêts —                    | Matériel —                        | Jours de fonctionnement L, Ma, Me, J, V, S | Jour / Soir / Nuit / Fêtes O / N / N / N | Voy. / an —                       | Exploitant SEMITUL                |
| 3     | Desserte : Heumont • Rehon • Longwy-Bas Espace Bus • Gare SNCF • Gouraincourt • Mont-Saint-Martin                                                      |                                   |                                   |                                   |                                   |                                            |                                          |                                   |                                   |
| 3     | Autre : |                                   |                                   |                                   |                                   |                                            |                                          |                                   |                                   |
| 3     | Dernière actualisation : — |                                   |                                   |                                   |                                   |                                            |                                          |                                   |                                   |
| 4     | Villerupt ⥋ Longwy-Haut | Villerupt ⥋ Longwy-Haut           | Villerupt ⥋ Longwy-Haut           | Villerupt ⥋ Longwy-Haut           | Villerupt ⥋ Longwy-Haut           | Villerupt ⥋ Longwy-Haut                    | Villerupt ⥋ Longwy-Haut                  | Villerupt ⥋ Longwy-Haut           | Villerupt ⥋ Longwy-Haut           |
| 4     | Ouverture / Fermeture 1984 / 1999 | Longueur —                        | Durée —                           | Nb. d’arrêts —                    | Matériel —                        | Jours de fonctionnement L, Ma, Me, J, V, S | Jour / Soir / Nuit / Fêtes O / N / N / N | Voy. / an —                       | Exploitant SEMITUL                |
| 4     | Desserte : Villerupt • Thil • Tiercelet • Hussigny-Godbrange • Saulnes • Herserange • Longwy-Bas Espace Bus • Gare SNCF • Longwy-Haut                  |                                   |                                   |                                   |                                   |                                            |                                          |                                   |                                   |
| 4     | Autre : |                                   |                                   |                                   |                                   |                                            |                                          |                                   |                                   |
| 4     | Dernière actualisation : — |                                   |                                   |                                   |                                   |                                            |                                          |                                   |                                   |
| 5     | Longwy-Haut ⥋ Longlaville | Longwy-Haut ⥋ Longlaville         | Longwy-Haut ⥋ Longlaville         | Longwy-Haut ⥋ Longlaville         | Longwy-Haut ⥋ Longlaville         | Longwy-Haut ⥋ Longlaville                  | Longwy-Haut ⥋ Longlaville                | Longwy-Haut ⥋ Longlaville         | Longwy-Haut ⥋ Longlaville         |
| 5     | Ouverture / Fermeture 1984 / 1999 | Longueur —                        | Durée —                           | Nb. d’arrêts —                    | Matériel —                        | Jours de fonctionnement L, Ma, Me, J, V, S | Jour / Soir / Nuit / Fêtes O / N / N / N | Voy. / an —                       | Exploitant SEMITUL                |
| 5     | Desserte : Longwy-Haut • Longwy-Bas • Longlaville |                                   |                                   |                                   |                                   |                                            |                                          |                                   |                                   |
| 5     | Autre : |                                   |                                   |                                   |                                   |                                            |                                          |                                   |                                   |
| 5     | Dernière actualisation : — |                                   |                                   |                                   |                                   |                                            |                                          |                                   |                                   |
| 6     | Longwy-Bas ⥋ Mont-Saint-Martin | Longwy-Bas ⥋ Mont-Saint-Martin    | Longwy-Bas ⥋ Mont-Saint-Martin    | Longwy-Bas ⥋ Mont-Saint-Martin    | Longwy-Bas ⥋ Mont-Saint-Martin    | Longwy-Bas ⥋ Mont-Saint-Martin             | Longwy-Bas ⥋ Mont-Saint-Martin           | Longwy-Bas ⥋ Mont-Saint-Martin    | Longwy-Bas ⥋ Mont-Saint-Martin    |
| 6     | Ouverture / Fermeture 1984 / 1999 | Longueur —                        | Durée —                           | Nb. d’arrêts —                    | Matériel —                        | Jours de fonctionnement L, Ma, Me, J, V, S | Jour / Soir / Nuit / Fêtes O / N / N / N | Voy. / an —                       | Exploitant SEMITUL                |
| 6     | Desserte : Longwy-Bas Gare SNCF • Pulventeux • Mont-Saint-Martin                                                                                       |                                   |                                   |                                   |                                   |                                            |                                          |                                   |                                   |
| 6     | Autre : |                                   |                                   |                                   |                                   |                                            |                                          |                                   |                                   |
| 6     | Dernière actualisation : — |                                   |                                   |                                   |                                   |                                            |                                          |                                   |                                   |

## Fréquentation
| Année | Milliers de voyages |
| ----- | ------------------- |
| 2004  | 2 704               |
| 2005  | 3 059               |
| 2006  | 3 070               |
| 2007  | 3 492               |
| 2008  | 3 268               |
| 2009  | 3 175               |
| 2010  | 2 609               |
| 2011  | 2 700               |
| 2012  | 2 781               |
| 2013  | 2 821               |
| 2014  | 2 763               |
| 2015  | 2 797               |
| 2016  | 2 540               |

## Matériel roulant

### Véhicules actuels
- 7 Mercedes Citaro C2
- 2 Mercedes Citaro C2 K
- 1 Mercedes Citaro Ü
- 2 Irisbus Crossway LE
- 2 Mercedes Intouro
- 1 Irisbus Magelys

### Anciens véhicules
- Renault PR 100 MI, PR 100 R, PR 100.2, PR 112
- Renault R312
- Renault Agora S
- Van Hool A500
- Mercedes Cito
- Renault PR 180 MIPS
- Heuliez GX 187